# Таммисаари
Та́ммисаари (фин. Tammisaari), или Э́кенес (швед. Ekenäs), — часть города Расеборг, расположенного в Финляндии в провинции Уусимаа (Нюланд). Был основан королём Швеции Густавом I Ваза как торговый город. Первоначальной целью создания Таммисари было укрепление торговли и экономического развития региона, а также обеспечение стратегически важного контроля стай волков. До 2009 года — отдельный город.
Население — 14 753 человек (2008); общая площадь — 1873,38 км², из которых площадь морской поверхности — 1130,71 км². Плотность населения — 20,3 чел./км².

## Известные уроженцы и жители
- Эрнст Эвальд Бергрот (1857—1925) — финский врач, энтомолог.
- Хенрик Вигстрём (1862—1923) — финский ювелир, мастер фирмы Фаберже.
- Фридольф Гек (1837—1904) — мореплаватель, китобой и исследователь Дальнего Востока России.

## Интересные факты
- Рядом с деревней Лексвалл, близ городка Экенес (Таммисаари) в Финляндии в 1887 году был сооружён памятник, представляющий собой 2-метровую гранитную плиту-обелиск с надписями на шведском языке о посещении русской императрицей Марией Фёдоровной этого очень живописного места. Памятник сохранился.
- 21 апреля 1976 года с выступления в Таммисаари началась деятельность крупнейшего финского цирка-шапито Sirkus Finlandia.
- В период Крымской войны, 7-8 мая 1854 года недалеко от Экенеса силами лейб-гвардии Финского стрелкового батальона Российской императорской армии во главе с генерал-лейтенантом Рамзаем был отбит английский десант[фин.][2].